# Microcosmus claudicans
Microcosmus claudicans är en sjöpungsart som först beskrevs av Savigny 1816.  Microcosmus claudicans ingår i släktet Microcosmus och familjen lädermantlade sjöpungar. Inga underarter finns listade i Catalogue of Life.